# Rolf Furuli
Rolf Johan Furuli (né le 19 décembre 1942) est professeur émérite de langues sémitiques à l'université d'Oslo; il a pris sa retraite en 2011,. Furuli a enseigné l'akkadien, l'araméen, l'guèze, l'hébreu, le phénicien, le syriaque et l'ougaritique à l'université d'Oslo et à l'Institut norvégien de paléographie et de philologie historique.

## Éducation
Furuli devient magister artium en 1995 et doctor artium en 2005. En 2005, Furuli défend sa thèse de doctorat suggérant une nouvelle compréhension du système verbal de l'hébreu classique.
Dans une revue de la thèse, le professeur Elisabeth R. Hayes du Wolfson College, Oxford, écrit : « Bien que tous ne soient pas d'accord avec les conclusions de Furuli concernant le statut du wayyiqtol en tant que forme imperfective, sa thèse bien argumentée contribue à faire avancer la méthodologie dans l'étude de l'hébreu ». David Kummerow pense que « la valeur de la recherche de Furuli ne se trouve pas dans sa "nouvelle compréhension" mais plutôt dans le catalogage utile et étendu des fonctions non prototypiques et dépendantes de la construction des conjugaisons verbales » de l'hébreu biblique.
En 2020, Furuli publie un livre intitulé My Beloved Religion – and the Governing Body dans lequel il soutient les doctrines fondamentales et la chronologie biblique telles que défendues par les Témoins de Jéhovah dont il est membre, mais remet en question l'autorité des dirigeants de ce mouvement. En conséquence, il est excommunié du mouvement par la hiérarchie de cette dernière pour apostasie.